# Henrik av Flandern
Henrik av Flandern, född omkring 1170, död 1216, var en latinsk kejsare i Konstantinopel.
Henrik efterträdde 1206 sin bror Balduin I av Konstantinopel. Han lyckades för en tid tillkämpa det efter olyckliga principer bildade latinska kejsardömet viss inre och yttre stadga. Han besegrade bulgarernas kung Boril, och tvingade Theodor I Lascaris, som bildat det grekiska kejsardömet i Nicaea till fred 1212. De frankiska furstarna i Hellas och på Peloponessos trädde i vasallförhållande till Henrik.